# Gouvernement Poltava
Het gouvernement Poltava (Russisch: Полтавская губернія; Poltavskaja goebernija, Oekraïens: Полтавська Губернія) was een gouvernement (goebernija) van het keizerrijk Rusland op de Linkeroever-Oekraïne. Het gouvernement ontstond in 1802 uit het gouvernement Klein-Rusland. Het gebied werd opgedeeld tussen de gouvernementen Tsjernigov en Poltava. Het gouvermement grensde aan de gouvernementen Tsjernigov, Charkov, Jekaterinoslav, Cherson en Kiev. De hoofdstad was Poltava.

## Geschiedenis
Het gouvernement Poltava had een oppervlakte van 49.365 km². Het gouvernement had bij de volkstelling van 1897 2.778.151  inwoners. In 1914 was de bevolking 2.794.727 inwoners. Na de oprichting van de Oekraïense Socialistische Sovjetrepubliek werd het gebied van het gouvernement onderdeel van de nieuwe republiek. Het systeem van gouvernementen werd afgeschaft, maar er kwam korte tijd van augustus 1920 tot december 1922 een nieuw gouvernement Kremenchug op het gebied van het gouvernement Poltava. Het gebied was als de oejezd Pereyaslav  in het gouvernement Kiev. Op 3 juni 1925 werd het gouvernement afgeschaft en vervangen door okroegen. Het gebied werd onderdeel van de oblast Poltava